# Liste des administrateurs actuels des municipalités du Timor oriental
 (août 2023).
Cette page dresse la liste des dirigeants des 13 municipalités du Timor-Oriental[Quand ?].

## Administrateurs des municipalités
| Municipalité | Nom                                       | Depuis (le)       |
| ------------ | ----------------------------------------- | ----------------- |
| Aileu        | João Tilman do Rego                       | Janvier 2016      |
| Ainaro       | Manuel Ramos Pinto                        | 2014 ?            |
| Atauro       | -                                         | -                 |
| Baucau       | Antonio Guterres                          | Septembre 2008    |
| Bobonaro     | Domingos Martins                          | 2014              |
| Cova Lima    | Agostinho Mendonça                        | 2014 ?            |
| Dili         | Gaspar Soares                             | 2014 ?            |
| Ermera       | Vitor Dos Santos                          | 2001 ?            |
| Lautém       | Zeferino dos S. Sequeira                  | 2013/2014 ?       |
| Liquiçá      | Domingos da Conceição dos Santos          | 2007/2014         |
| Manatuto     | Fernando Domingos de Almeida Sousa Júnior | 7 août 2015       |
| Manufahi     | Carlito Pinheiro de Araújo                | 25 septembre 2015 |
| Oecusse      | José Tanesib Anuno                        | 2014/2015         |
| Viqueque     | Francisco da Silva                        | 2014              |